# Harvey Pitt
Pour les articles homonymes, voir Pitt.
Harvey Pitt, né le 28 février 1945 à Brooklyn (New York) et mort le 30 mai 2023, est un haut fonctionnaire républicain américain. Il est président de la Securities and Exchange Commission (SEC) entre 2001 et 2003.